# William Alvin Clemens
William Alvin Clemens (anglès: William Alvin Clemens Jr.)  (Berkeley, 15 de maig de 1932 - Berkeley, 17 de novembre de 2020) fou un paleontòleg estatunidenc especialitzat en l'evolució dels organismes terrestres del Mesozoic i Cenozoic. La seva passió per la paleontologia li vingué de nen, quan vivia a prop de la Formació Chadron de Wyoming.